# Buchanania arborescens
Buchanania arborescens är en sumakväxtart som först beskrevs av Carl Ludwig von Blume, och fick sitt nu gällande namn av Carl Ludwig von Blume. Buchanania arborescens ingår i släktet Buchanania och familjen sumakväxter. Inga underarter finns listade i Catalogue of Life.